# Средноокеански хребет
Средноокеански хребет е подводна планинска верига, образувана чрез тектоника на плочите. Съставен е от различни планини, свързани във верига, и обикновено съдържа долина, наречена рифт, разположена по дължината му. Този вид океански хребет е характерен за т.нар. център на океанския спрединг. Производството на ново океанско дъно се дължи на повдигането на мантията в отговор на раздалечаването на плочите. При този изоентропичен процес на повдигане твърд мантиен материал преминава точката на втвърдяване и се разтопява. Плаващата стопилка се издига като магма при слаби точки в океанската кора и изригва като лава, създавайки нова кора при изстиване. Средноокеанският хребет обозначава границата между две тектонски плочи и често се нарича дивергентна граница на плочите.

## Описание
Средноокеанските хребети са геологически активни, като нова магма постоянно излиза от океанското дъно и образува нова кора. Кристализираната магма образува кора от базалт в горната част и габро в долната част. Образуват се от две океански плочи, които се раздалечават една от друга. Хидротермалните комини са често срещана особеност на центровете на океански спрединг.
Скалите, съставящи кората под океанското дъно, са най-млади по дължина на оста на хребета и са по-стари с увеличаване на разстоянието от тази ос. Нова базалтова магма изригва при и близо до оста, поради топене от декомпресия в манията отдолу.
Океанската кора е съставена от скали, които са доста по-млади от Земята. Повечето океанска кора в океанските басейни е по-млада от 200 милиона години. Кората е в постоянно състояние на възобновяване при океанските хребети. Отдалечавайки се от средноокеанския хребет, океанската дълбочина прогресивно се увеличава, като най-големите дълбочини са при океанските падини. Докато океанската кора се отдалечава от оста на хребета, перидотитът в мантията отдолу изстива и се втвърдява. Кората и относително твърдият перидотит под нея съставят океанската литосфера.
Бавно разделящите се хребети като Средноатлантическия хребет обикновено имат големи и широки рифтови долини, понякога достигащи 10 – 20 km ширина, и много назъбен релеф при билото, което може да достига 1000 m. Бързо разделящите се хребети са тесни и остри разрези, обградени от равна топография, със склонове разпростиращи се на стотици километри от хребета.
Общата форма на хребета се дължи на изостазия – близо до оста на хребета има гореща мантия с ниска плътност, поддържаща океанската кора. С изстиване на океанската плоча, далеч от оста на хребета, океанската литосфера става по-дебела и плътността се увеличава. Оттук, по-старото океанско дъно лежи върху по-плътен материал и се намира по-ниско. Ширината на хребета е функция от скоростта на спрединга.

## Глобална система
Средноокеанските хребети по света са взаимосвързани в една глобална средноокеанска хребетна система, която е част от всеки океан, правейки я най-дългата планинска система в света. Общата дължина на системата е 80 000 km.

## История
Средноокеанските хребети се намират на дълбоко в океана. Едва през 1950-те години, когато океанското дъно е изследвано детайлно, техният мащаб става видим.
Корабът Вема на Колумбийския университет прекосява Атлантическия океан, записвайки данни за океанското дъно от повърхността. Екип от учени анализира данните и прави заключение, че има огромна планинска верига по средата на океана. Учените я наричат Средноатлантически хребет.
Първоначално се смята, че хребетът е феномен, който е специфичен за Атлантическия океан. Изследванията на океанското дъно, обаче, продължават из цял свят и е открито, че всеки океан съдържа части от средноокеанска хребетна система.